# 牧野正和
牧野 正和（まきの まさかず、1966年12月 - ）は、日本の化学者・環境学者。専門は、物性化学・物理化学。学位は、博士（学術）（名古屋大学・1997年）。静岡県立大学食品栄養科学部教授・大学院食品栄養環境科学研究院教授。
静岡県立大学大学院生活健康科学研究科助手、静岡県立大学環境科学研究所助教授、静岡県立大学環境科学研究所准教授、静岡県公立大学教職員組合委員長（第5代）、静岡県立大学食品栄養科学部准教授などを歴任した。

## 来歴

### 生い立ち
1966年12月に生まれた。名古屋工業大学に進学し、工学部応用化学科にて学んだ。1989年3月、名古屋工業大学を卒業した。大学卒業後は名古屋大学大学院に進学し、理学研究科化学専攻にて学んだ。1991年3月、名古屋大学大学院博士課程前期を修了した。なお、1997年には、名古屋大学より博士（学術）の学位を取得した。

### 研究者として
大学院修了後は、1991年4月より静岡県立大学に勤務することになり、大学院の生活健康科学研究科にて助手に就任した。生活健康科学研究科においては、主として環境物質科学専攻の講義を担当した。1997年4月、静岡県立大学の環境科学研究所の助手が本務となった。なお、大学院の生活健康科学研究科の助手についても、引き続き兼務した。2003年4月、静岡県立大学にて環境科学研究所の助教授に昇任した。なお、静岡県立大学の大学院においても、生活健康科学研究科の助教授を兼務した。学校教育法の改正に伴い、2007年4月より静岡県立大学にて環境科学研究所の准教授となった。なお、静岡県立大学の大学院においても、生活健康科学研究科の准教授を兼務した。その後、静岡県立大学の大学院の一部に研究院・学府制が導入されることになり、生活健康科学研究科と薬学研究科が統合され、2研究院1学府に再編された。それに伴い、2012年4月より、大学院に新設された研究組織である食品栄養環境科学研究院の准教授を兼務することになった。再編後の大学院においては、主として教育組織である薬食生命科学総合学府の環境科学専攻の講義を担当した。その後、静岡県立大学の環境科学研究所が発展的に解消されることになり、食品栄養科学部に環境生命科学科が新設されるとともに、附属食品環境研究センターが新設された。それに伴い、2014年4月より、静岡県立大学の食品栄養科学部に異動し、こちらの准教授が本務となった。食品栄養科学部においては、主として環境生命科学科の講義を担当した。なお、大学院の食品栄養環境科学研究院の准教授も、引き続き兼務した。なお、それらの傍ら、公立大学法人である「静岡県」が設置する学校の教職員により構成される静岡県公立大学教職員組合において、2011年から2012年にかけて委員長を務めた。

## 研究
専門は化学であり、物性化学や物理化学といった分野の研究に従事していた。具体的には、農薬や防疫用の薬剤について、その分解、変換、代謝による生成物に由来する受容体の作用能を研究していた。また、ドッキングや量子化学計算に基づく受容体と低分子化合物との作用能についても研究していた。そのほか、分子の認識過程で観られる熱力学的な補償関係と、化合物の同族性についても研究していた。
学術団体としては、日本環境化学会、日本化学会、国際純正・応用化学連合などに所属した。

## 略歴
- 1966年 - 誕生。
- 1989年 - 名古屋工業大学工学部応用化学科卒業。
- 1991年 - 名古屋大学大学院理学研究科化学専攻博士前期課程修了。
- 1991年 - 静岡県立大学大学院生活健康科学研究科助手。
- 1997年 - 静岡県立大学環境科学研究所助手。
- 2003年 - 静岡県立大学環境科学研究所助教授。
- 2003年 - 静岡県立大学大学院生活健康科学研究科助教授。
- 2007年 - 静岡県立大学環境科学研究所准教授。
- 2007年 - 静岡県立大学大学院生活健康科学研究科准教授。
- 2011年 - 静岡県公立大学教職員組合委員長。
- 2012年 - 静岡県立大学大学院食品栄養環境科学研究院准教授。
- 2014年 - 静岡県立大学食品栄養科学部准教授。